# God of War (videojuego de 2018)
God of War es un videojuego de acción-aventura hack and slash en tercera persona desarrollado por Santa Monica Studio y publicado por Sony Interactive Entertainment para la PlayStation 4. Es la octava entrega de la serie God of War, la octava cronológicamente y la secuela de God of War III de 2010. Por primera vez en la serie, hay dos protagonistas: Kratos, el antiguo Dios griego de la Guerra que sigue siendo el único personaje jugable, y su hijo pequeño, Atreus. Tras la muerte de la segunda esposa de Kratos y la madre de Atreus, Faye, los dos se embarcan en un viaje profundamente personal para cumplir su último deseo de que sus cenizas se extendieran desde el pico más alto de los nueve reinos. Kratos mantiene su pasado problemático en secreto de Atreus, que desconoce su naturaleza divina. A lo largo de su viaje, entran en conflicto con monstruos y dioses del mundo nórdico.
A diferencia de los juegos anteriores, que se basaban libremente en la mitología griega, esta entrega está inspirada libremente en la mitología nórdica, y la mayor parte está ambientada en la antigua Escandinavia en el reino de Midgard. Por primera vez en la serie, hay dos protagonistas: Kratos, el antiguo Dios griego de la guerra que sigue siendo el único personaje jugable, y su hijo pequeño, Atreus. Tras la muerte de la segunda esposa de Kratos y madre de Atreus, Faye, los dos se embarcan en un viaje para cumplir su petición de qué sus cenizas se esparzan en el pico más alto de los nueve reinos. Kratos mantiene su turbulento pasado en secreto de Atreus, que no es consciente de su naturaleza divina. A lo largo de su viaje, entran en conflicto con monstruos y dioses del mundo nórdico.
Descrito por el director creativo Cory Barlog como una reinvención de la franquicia, un cambio importante de la jugabilidad es que Kratos hace un uso prominente de una mágica hacha de batalla en lugar de su característica cuchillas de doble cadena. God of War también utiliza un cámara libre sobre el hombro, con el juego en plano secuencia, a diferencia de la cámara cinematográfica fija de las entradas anteriores. El juego también incluye elementos de juego de rol, y el hijo de Kratos, Atreus, proporciona asistencia en combate. La mayoría del equipo de desarrollo del juego original trabajó en God of War y lo diseñó para que fuera accesible y conectado a tierra. Un corto juego basado en texto separado, A Call from the Wilds, fue lanzado en febrero de 2018 a través de Facebook Messenger y sigue a Atreus en su primera aventura. Tres días antes del lanzamiento de God of War, se puso a disposición una aplicación complementaria para teléfonos inteligentes llamada Mímir's Vision, que proporciona información adicional sobre la configuración nórdica del juego.
God of War recibió una aclamación universal de los críticos por su historia, diseño mundial, dirección de arte, música, gráficos, sistema de combate y personajes, en particular la dinámica entre Kratos y Atreus. Muchos revisores sintieron que había revitalizado con éxito la serie sin perder la identidad central de sus predecesores. Fue nombrado Juego del Año por numerosos medios de comunicación y programas de premios, y ha sido citado como una de las mejores videojuegos jamás realizados. El juego también funcionó bien comercialmente, vendiendo más de 5 millones de unidades dentro de un mes de su lanzamiento y 23 millones de unidades vendidas en noviembre de 2022, lo que lo convierte en uno de los juegos de PlayStation 4 más vendidos y el juego más vendido de la serie. Una novelización fue lanzada en agosto de 2018, seguida de una serie de cómics precuela que comenzó a publicarse en noviembre de 2018 y concluyó en junio de 2021, mientras que una serie de televisión de acción en vivo está actualmente en desarrollo para Amazon Prime Video. En noviembre de 2022 se lanzó una secuela, God of War: Ragnarök, para PlayStation 4 y PlayStation 5

## Sinopsis
Tras haberse cobrado su venganza contra su padre Zeus y los demás Dioses Olímpicos, el antiguo dios de la guerra, Kratos, ahora vive con su joven hijo Atreus en el mundo de los Dioses Nórdicos, una tierra hostil habitada por feroces monstruos y guerreros. Kratos deberá actuar como mentor y protector de su hijo, y tendrá que dominar la ira y el enfado que tuvo durante muchos años, además de enseñarle a Atreus lo que significa ser un dios y las responsabilidades y peligros que eso conlleva.

### Argumento
Siglos después de derrotar a los Dioses del Olimpo, Kratos, el antiguo dios griego de la guerra, vive con su hijo Atreus en los bosques salvajes del reino de Midgard. Después de cremar el cuerpo de Faye, su segunda esposa, su soledad se ve interrumpida cuando Kratos se enfrenta a un extraño con poderes divinos que afirma conocer su pasado y quién es. Los dos se involucran en una furiosa batalla y Kratos aparentemente mata al extraño, después de lo cual Kratos y Atreus comienzan su viaje para honrar el último deseo de Faye: esparcir sus cenizas en el pico más alto de los nueve reinos. En el camino, se encuentran con la serpiente mundial, Jörmungandr, así como con la amable Bruja del Bosque, quien reconoce la divinidad de Kratos y le aconseja que le cuente a su hijo sobre su verdadera naturaleza mientras los ayuda en su viaje.
Kratos y Atreus encuentran su camino hacia la montaña de Midgard bloqueado por una niebla negra impenetrable; la Bruja les ordena viajar al reino de Alfheim y asegurar su luz mágica pura para extinguir la niebla. Viajan al reino y lo descubren en medio de una guerra civil entre los elfos, todos los cuales desean adquirir la luz para ellos mismos. Después de obtener con éxito la luz, llegan a la cima de Midgard y escuchan una conversación entre el extraño, que se revela como Baldur (un dios aesir) y sus sobrinos, Modi y Magni (los hijos de Thor), así como el encarcelado Mímir, que afirma ser ser el "hombre más inteligente del mundo". Después de irse, Kratos y Atreus se enfrentan a Mímir, quien revela que el pico más alto de todos los reinos está en realidad en Jötunheim, pero los Gigantes han bloqueado el viaje allí debido al genocidio masivo de su tipo por parte de los dioses aesir. Conociendo otro pasaje, Mímir le ordena a Kratos que lo decapite y que la Bruja de los Bosques le resucite la cabeza, quien, al resucitar, revela que es la diosa Freya. El antiguo odio de Kratos hacia los dioses le hace desconfiar de ella, pero tanto Freya como Mímir le advierten que debe contarle a Atreus sobre su verdadera naturaleza o se resentirá con Kratos.
Kratos, Atreus y Mímir viajan al templo de Tyr y piden ayuda a Jörmungandr. Después de buscar y obtener un cincel, el trío es atacado por Modi y Magni, lo que resulta en una batalla. Después de que Kratos mata a Magni, Modi huye pero luego tiende una emboscada al trío. Kratos lo defiende, pero Atreus colapsa, superado por la enfermedad y el estrés de activar sus poderes divinos y la contradicción de un dios que se cree mortal. Freya le ordena a Kratos que recupere el corazón de un troll con base en Helheim; sin embargo, como es una tierra de frío inquebrantable, su Leviatán Hacha basada en escarcha es inútil en el reino. Kratos regresa a casa para desenterrar sus viejas armas, las ardientes Espadas del Caos, y es perseguido por el espíritu de su media hermana Atenea, que todavía está amargada por la partida de Kratos. Después de recuperar el corazón, tiene una visión inquietante de su padre Zeus. Freya revive a Atreus y Kratos le revela la verdad de que son dioses. A lo largo del viaje, Atreus se vuelve cada vez más arrogante después de enterarse de su estatus de deidad y de malinterpretar el deseo de Kratos de querer que sea "mejor". Atreus, en contra de las órdenes de Kratos, asesina a un Modi debilitado, quien fue golpeado por su padre Thor por no vengar a Magni. En la cima de Midgard, Kratos y Atreus son emboscados por Baldur, lo que provoca la destrucción de la torre del portal de Jötunheim. Su batalla desciende al Templo de Týr y el grupo termina en Helheim.
Atreus hace las paces con Kratos después de haber tenido visiones atormentadas en el reino y se esfuerza por ser mejor. Se enteran de la relación familiar de Freya y Baldur: Freya se revela como la madre de Baldur y el hechizo de invulnerabilidad que le lanzó. Al regresar a Midgard, Mímir descubre otra forma de llegar a Jötunheim después de descubrir un mural oculto dejado por los gigantes, pero necesita el ojo que le falta. Después de obtenerlo, el grupo es atacado por Baldur una vez más, pero Freya interviene para proteger a su hijo. Baldur es atravesado por la flecha de muérdago de Atreus, rompiendo el hechizo de Freya. Después de una larga batalla, Baldur es derrotado pero Kratos lo salva. Intenta estrangular a Freya, a quien le molesta por robarle su capacidad de sentir algo (al lanzar el hechizo), lo que hace que Kratos reacio lo mate y cumpla su profecía de muerte que Freya había tratado de evitar colocándole el hechizo. Freya, afligida por el dolor, jura vengar la muerte de Baldur, culpando a Kratos y se va con el cadáver de Baldur. Kratos le cuenta a Atreus sobre su propio pasado cruel y cómo mató a su propio padre. Atreus lamenta este ciclo de violencia, y Kratos le dice que no deben repetir los errores de sus predecesores, incluidos los cometidos por el propio Kratos, que deben ser mejores que los que fueron.
Kratos y Atreus finalmente llegan a Jötunheim. Encuentran un templo abandonado con un mural que representa todo su viaje, mostrando que los Gigantes, famosos por su don de profecía, habían predicho su viaje. Descubren que Faye era un gigante que había decidido quedarse en Midgard, convirtiendo a Atreus en mitad gigante, mitad dios. Se muestra su pelea con Baldur, revelando que buscó a Faye todo el tiempo bajo órdenes de Odin, sin saber que ella estaba muerta y confundió a Kratos con un gigante. Kratos ve un mural cubierto que representa lo que parece ser una imagen del futuro: él muriendo en los brazos de Atreus. Cumplen su promesa y esparcen las cenizas de Faye en la cima. Atreus revela que su madre y los Gigantes se referían a él como Loki en sus murales. Luego, Kratos le revela a Atreus que su nombre de pila era el de un compasivo camarada espartano que era respetado por Kratos durante su época como capitán espartano. Al regresar a Midgard, recuperan a Mímir, quien les advierte que la muerte de Baldur ha provocado que Fimbulwinter, que dura tres años, comience casi un siglo antes de lo profetizado, lo que significa que pronto le seguirá el Ragnarök.
Kratos y Atreus, junto con Mímir, regresan a casa después de completar su viaje y dormir. En su sueño, Atreus tiene una visión de Thor llegando al final de Fimbulwinter para enfrentarlos después de 3 años.

## Jugabilidad
Las armas principales de Kratos durante todo el videojuego son un hacha llamada "Leviathan" y un escudo. El Leviathan se puede lanzar para golpear o congelar a ciertos rivales, y regresará a la mano del personaje al oprimir un botón. Mientras que el escudo se utiliza tanto para retener y contraatacar golpes como para atacar a los enemigos durante el combate. Esta vez los saltos y dobles saltos de Kratos son suspendidos para dejar lugar a la escalada como forma de exploración de este nuevo mundo. Otro aspecto novedoso en la jugabilidad es la posibilidad de que Atreus pueda subir de nivel en el transcurso del juego, lo cual hará que este aprenda nuevas habilidades que ayudarán a Kratos, aunque este personaje no es jugable. Atreus funcionará como una extensión de las habilidades del protagonista, y atacará a los enemigos con nuestras órdenes y al completar algunos combos. Él puede lanzar una lluvia de flechas cuando no está directamente en combate, capaces de aturdir a los oponentes. Además se incluyen jefes opcionales y Kratos puede aumentar su salud máxima como en anteriores juegos. Los dos protagonistas pueden cruzar lagos y ríos mediante el uso de botes. También hay un sistema de mejoras para poder optimizar las armas, armaduras y las habilidades de los personajes. Uno de los cambios más notorios en la jugabilidad es el de la cámara, que pasa de ser panorámica a ubicarse cerca de Kratos y libre como cualquier otro sandbox. Cory Barlog se ha referido a este cambio como el que se hiciera anteriormente en la franquicia de Resident Evil.

## Desarrollo
El 13 de junio de 2016 en la conferencia de prensa de Sony en el E3, se mostró un gameplay de casi diez minutos de un nuevo God of War. En este avance se mostraba a un Kratos más maduro que era padre de un niño llamado Atreus, a quien le está enseñando a pelear y cazar. Durante su entrenamiento se ve como se enfrentan a criaturas mágicas y hasta bestias gigantes, todas pertenecientes a la mitología nórdica.
El videojuego está bajo la dirección de Cory Barlog, el cual repite su cargo luego de God of War II.
El 22 de marzo de 2018, Santa Monica Studio anunció que el desarrollo de God of War había finalizado, y que comenzaría con la etapa de producción de las copias para su distribución. Barlog declaró: "Ha sido un viaje largo y agotador repleto de risas, discusiones y una buena dosis de miedo aliñado con una pizca de duda. Fue lo más maravilloso y escalofriante que he hecho nunca y puedo decir, sin lugar a dudas, que nunca hubiese sido posible sin el apoyo incondicional de Sony y el trabajo incansable del increíble equipo de Santa Monica Studio".
El 20 de octubre de 2021 Sony anunció que el juego sería lanzado en PC el 14 de enero de 2022.

## Ediciones
Para su lanzamiento en PlayStation 4 se pusieron a la venta tres ediciones con diferente contenido adicional. La reserva de God of War permitió obtener tres aspectos de escudos legendarios, que son un extra descargable especial.
Edición Digital Deluxe: Incluye el juego, el cómic digital de Dark Horse, número 0, y el legendario conjunto de armadura Death’s Vow.
Edición Limitada: Cuenta con el juego, el steelbook y una copia física del libro de arte creado por Dark Horse. Tiene también extras in-game, como el set de armadura Death’s Vow, el Escudo Exile’s Guardian y un tema de God of War para PS4.
Edición Coleccionista: Incluye una estatua de 9 pulgadas (unos 22 centímetros) diseñada a través del equipo de escultura de Gente Giant, un mapa de tela, grabados en formato figura de los hermanos Huldra, el videojuego y un steelbook. También incluirá extras in-game, el cómic digital de Dark Horse así como el set de armadura Death’s Vow, el Escudo Exile’s Guardian y un tema de God of War para PS4 y el libro de arte en formato digital de Dark Horse.

## Recepción

### Crítica
God of War fue recibido con excelentes críticas por la prensa de videojuegos, así como por la mayoría de los fanáticos de la saga y nuevos jugadores.
El periodista Alejandro Pascual, en su análisis para 3DJuegos, comenta que "Santa Monica ha conseguido modernizar, expandir y rescatar todo lo que hizo grande a un God of War, mezclando un gran combate, más técnico y refinado, con una sensibilidad narrativa que enriquece la saga. El viaje de Kratos y Atreus por la mitología nórdica es uno lleno de sorpresas, zonas amplias, abiertas e interconectadas, secretos, misiones secundarias y muchas actividades a descubrir. Uno de los juegos más impactantes y completos de lo que llevamos de año".
Jorge Cano del sitio web Vandal destaca que "God of War es el regreso triunfal de uno de los grandes clásicos de PlayStation, que va a gustar muchísimo y que va a marcar el camino a seguir para las futuras entregas. Una aventura de acción que triunfa en todo lo que se propone, y que es una celebración por todo lo alto de un personaje y de una saga, y sobre todo de los grandes juegos para un jugador, un producto que muchos todavía demandamos, porque es el principal motivo por el que amamos los videojuegos". Además, agrega que el videojuego es "Divertido, espectacular y enorme, con una historia y un universo realmente interesantes, visualmente deslumbrante, y un festín para cualquier amante de la serie; uno de esos juegos que justifican la existencia y adquisición de una PS4".
Jonathon Dornbush de IGN comenta que "Esperaba una gran acción de God of War, y este lo hace de manera práctica. Pero no esperaba que fuera un viaje emocionante en el que cada aspecto de él complementa a los demás para formar lo que es nada menos que una obra maestra. Es un juego en el que Kratos se convierte en un padre complejo, guerrero y monstruo, asediado tanto en el campo como en su propio corazón sobre cómo tratar a su hijo; uno en el que el mundo se abre y cambia, ofreciendo recompensas tanto en el juego como en el conocimiento de su tradición que atesoro con cada logro. El cuidado obvio que se dedicó a crear su mundo, sus personajes y su juego es, con mucho, el juego más conmovedor y memorable de la serie".

### Ventas
Durante su semana de lanzamiento en Reino Unido, God of war se convirtió en el título con mejores ventas de la saga, superando la marca que anteriormente ostentaba God of War III. En sus primeros tres días a la venta, el videojuego logró vender 3,1 millones de copias. Esas cifras lo convirtieron en el exclusivo de PlayStation 4 que más rápido se ha vendido, superando la marca de otros juegos como Uncharted 4: El desenlace del ladrón y Horizon Zero Dawn. El 25 de mayo de 2018, John Kodera, presidente de Sony Interactive Entertainment, anunció que el videojuego había vendido más de 5 millones de copias en su primer mes a la venta. God of War se ubicó entre los primeros tres lugares de videojuegos más vendidos en Europa durante el primer semestre de 2018. La cifra total de ventas ascendió a más de 19 millones de unidades vendidas hasta agosto de 2021.